# 鄭苑瑛
鄭苑瑛（Cathy Cheng，1990年5月10日—），亞洲電視亞洲星光大道2亞軍，曾為亞洲電視合約女藝員。
她在2013年以決定專心學業為由離開亞洲電視。

## 亞洲星光大道2比賽歷程
| 播出日期   | 比賽主題                               | 參賽歌曲                                          | 分數  | 備註                             |
| ---------- | -------------------------------------- | ------------------------------------------------- | ----- | -------------------------------- |
| 2010/01/03 | 人生當中的第一首歌（上）               | 心淡（原唱：容祖兒）                              | 53.8  | —                                |
| 2010/01/17 | 一首歌，二人唱（上）                   | 分手快樂（原唱：梁靜茹）                          | 59.7  | 與星光一班李昊嘉合唱             |
| 2010/01/31 | 合唱歌對戰                             | 來夜方長（原唱：蘇永康、陳潔儀）                  | 57.3  | 與星光二班健偉合唱               |
| 2010/02/07 | 冠軍歌對決                             | 下次下次（原唱：薛凱琪）                          | 57.8  |                                  |
| 2010/02/21 | 冧情歌（下）                           | 暖暖（原唱：梁靜茹）                              | 55.5  | —                                |
| 2010/02/28 | 評判指定曲（上）                       | 感應（原唱：泳兒）                                | 67    | —                                |
| 2010/03/14 | 八十後歌曲                             | 有了你（原唱：陳百強）                            | 66.8  | —                                |
| 2010/03/28 | 男歌女唱 ‧ 女歌男唱                    | 心有獨鍾（原唱：陳曉東）                          | 65.2  | —                                |
| 2010/04/04 | 超偶聯軍踢館賽（上）：一首歌，一個故事 | 情歌（原唱：梁靜茹）                              | 72.3  | 與超2鍾天慧PK勝出，直接過關      |
| 2010/04/25 | 星光一班PK星光二班（上）               | 假如讓我說下去（原唱：楊千嬅）                    | 72.7  | 與星光一班李昊嘉PK，受讓分後勝出 |
| 2010/05/09 | 給媽媽的歌                             | The Greatest Love of All（原唱：Whitney Houston） | 74.8  | —                                |
| 2010/05/23 | 積分賽（一）：快歌                     | Bad Boy（原唱：張惠妹）                           | 71.1  | —                                |
| 2010/05/30 | 積分賽（二）：必勝歌                   | 香水有毒（原唱：胡楊林）                          | 73.4  |                                  |
| 2010/06/06 | 積分賽（三）：我的偶像歌               | 給自己的信（原唱：鍾舒漫）                        | 71.8  |                                  |
| 2010/06/13 | 積分賽（四）：網友指定歌               | 月亮說（原唱：王菀之）                            | 72.3  |                                  |
| 2010/06/20 | 冠軍爭霸戰                             | 快歌：愛什麼稀罕（原唱：張惠妹）                  | 78.7  | —                                |
| 2010/06/20 | 冠軍爭霸戰                             | 慢歌Medley：原來只要共你活一天（原唱：張學友）    | 156.9 | 晉級                             |
| 2010/06/20 | 冠軍爭霸戰                             | 合唱：畫沙（原唱：周杰倫、袁詠琳）                | 78.8  | 與蔡梓銘合唱 晉級                |
| 2010/06/20 | 冠軍爭霸戰                             | 三強PK亢帥克：失戀無罪（原唱：A-Lin）             | 79.8  | 晉級                             |
| 2010/06/20 | 冠軍爭霸戰                             | 二強PK羅力威：現實不重要（原唱：羅力威）          | 80.4  | —                                |
| 2010/06/20 | 冠軍爭霸戰                             | 必勝之歌：崇拜（原唱：梁靜茹）                    | 163.1 | 亞軍                             |

## 獎項

### 2010年
- 亞洲星光大道2-亞軍

## 演出作品

### 電視節目（亞洲電視）

#### 2010年
- 亞洲星光大道2：26強參賽者之一
- 亞洲星光大道3：踢館者
- 今夜星光燦爛：嘉賓

#### 2011年
- 2011年環球春晚：表演嘉賓
- ATV台慶勁唱會：表演嘉賓
- a Video：嘉賓主持
- 亞洲小天使‧我愛 No.1：表演嘉賓

## 活動

### 2010年
- 10月9日 油尖旺區節開幕禮 2010
- 10月28日 九龍城區節開幕禮 2010
- 12月31日 澳門海立方表演

### 2011年
- 2月7日 荃城星光閃耀賀兔年
- 2月12日香港醫學會「健康之星創新生」

## 外部連結
- 亞洲電視官方介紹

| 前任： 亢帥克 | 亞洲星光大道第二名 第二屆 | 繼任： 鄭昆洪 |